# Distrito de Saint-Flour
El distrito de Saint-Flour es un distrito (en francés arrondissement) de Francia, que se localiza en el departamento de Cantal, en la región de Auvernia (en francés Auvergne). Cuenta con 9 cantones y 109 comunas.

## División territorial

### Cantones
Los cantones del distrito de Saint-Flour son:
1. Cantón de Allanche
2. Cantón de Chaudes-Aigue
3. Cantón de Conda
4. Cantón de Massia
5. Cantón de Murat
6. Cantón de Pierrefort
7. Cantón de Ruynes-en-Margeride
8. Cantón de Saint-Flour-Nord
9. Cantón de Saint-Flour-Sud

### Comunas
| 1. Albepierre-Bredons (15025)      | 2. Allanche (15001)                | 3. Alleuze (15002)                       | 4. Andelat (15004)                      |
| 5. Anglards-de-Saint-Flour (15005) | 6. Anterrieux (15007)              | 7. Auriac-l'Église (15013)               | 8. Bonnac (15022)                       |
| 9. Brezons (15026)                 | 10. Celles (15031)                 | 11. Celoux (15032)                       | 12. Chaliers (15034)                    |
| 13. Chalinargues (15035)           | 14. Chanterelle (15040)            | 15. La Chapelle-Laurent (15042)          | 16. La Chapelle-d'Alagnon (15041)       |
| 17. Charmensac (15043)             | 18. Chastel-sur-Murat (15044)      | 19. Chaudes-Aigues (15045)               | 20. Chavagnac (15047)                   |
| 21. Chazelles (15048)              | 22. Cheylade (15049)               | 23. Le Claux (15050)                     | 24. Clavières (15051)                   |
| 25. Coltines (15053)               | 26. Condat (15054)                 | 27. Coren (15055)                        | 28. Cussac (15059)                      |
| 29. Cézens (15033)                 | 30. Deux-Verges (15060)            | 31. Dienne (15061)                       | 32. Espinasse (15065)                   |
| 33. Faverolles (15068)             | 34. Ferrières-Saint-Mary (15069)   | 35. Fridefont (15073)                    | 36. Gourdièges (15077)                  |
| 37. Jabrun (15078)                 | 38. Joursac (15080)                | 39. Lacapelle-Barrès (15086)             | 40. Landeyrat (15091)                   |
| 41. Lastic (15097)                 | 42. Laurie (15098)                 | 43. Lavastrie (15099)                    | 44. Laveissenet (15100)                 |
| 45. Laveissière (15101)            | 46. Lavigerie (15102)              | 47. Leyvaux (15105)                      | 48. Lieutadès (15106)                   |
| 49. Lorcières (15107)              | 50. Loubaresse (15108)             | 51. Lugarde (15110)                      | 52. Malbo (15112)                       |
| 53. Marcenat (15114)               | 54. Marchastel (15116)             | 55. Massiac (15119)                      | 56. Maurines (15121)                    |
| 57. Mentières (15125)              | 58. Molompize (15127)              | 59. Molèdes (15126)                      | 60. Montboudif (15129)                  |
| 61. Montchamp (15130)              | 62. Montgreleix (15132)            | 63. Murat (15138)                        | 64. Narnhac (15139)                     |
| 65. Neussargues-Moissac (15141)    | 66. Neuvéglise (15142)             | 67. Oradour (15145)                      | 68. Paulhac (15148)                     |
| 69. Paulhenc (15149)               | 70. Peyrusse (15151)               | 71. Pierrefort (15152)                   | 72. Pradiers (15155)                    |
| 73. Rageade (15158)                | 74. Roffiac (15164)                | 75. Ruynes-en-Margeride (15168)          | 76. Rézentières (15161)                 |
| 77. Saint-Amandin (15170)          | 78. Saint-Bonnet-de-Condat (15173) | 79. Saint-Flour (15187)                  | 80. Saint-Georges (15188)               |
| 81. Saint-Just (15195)             | 82. Saint-Marc (15197)             | 83. Saint-Martial (15199)                | 84. Saint-Martin-sous-Vigouroux (15201) |
| 85. Saint-Mary-le-Plain (15203)    | 86. Saint-Poncy (15207)            | 87. Saint-Rémy-de-Chaudes-Aigues (15209) | 88. Saint-Saturnin (15213)              |
| 89. Saint-Urcize (15216)           | 90. Sainte-Anastasie (15171)       | 91. Sainte-Marie (15198)                 | 92. Soulages (15229)                    |
| 93. Ségur-les-Villas (15225)       | 94. Sériers (15227)                | 95. Talizat (15231)                      | 96. Tanavelle (15232)                   |
| 97. Les Ternes (15235)             | 98. Tiviers (15237)                | 99. La Trinitat (15241)                  | 100. Ussel (15244)                      |
| 101. Vabres (15245)                | 102. Valjouze (15247)              | 103. Valuéjols (15248)                   | 104. Vernols (15253)                    |
| 105. Vieillespesse (15259)         | 106. Villedieu (15262)             | 107. Virargues (15263)                   | 108. Vèze (15256)                       |
| 109. Védrines-Saint-Loup (15251)   |                                    |                                          |                                         |